# Heksametylenodiamina
Heksametylenodiamina, HMDA – organiczny związek chemiczny z grupy diamin. Jest jednym z kluczowych związków w procesie otrzymywania nylonu 6-6 poprzez polikondensację z kwasem adypinowym. Cząsteczka składa się z sześciowęglowego łańcucha węglowodorowego zakończonego grupami aminowymi. Jest bezbarwną substancją stałą o typowym rybim zapachu aminy.

## Synteza
Współcześnie heksametylenodiamina produkowana jest praktycznie wyłącznie przez katalityczne uwodornienie adyponitrylu:
NC(CH
2)
4CN + 4H
2  →  H
2N(CH
2)
6NH
2
Proces ten prowadzi się w fazie ciekłej w obecności amoniaku, który pełni role nośnika ciepła i może poprawiać wydajność poprzez zminimalizowanie reakcji ubocznych. Katalizatory oparte są zazwyczaj na kobalcie lub żelazie.
Substrat do powyższej reakcji, adyponitryl, można otrzymać przemysłowo różnymi metodami, np. :
- z cykloheksanu:

C
6H
12 + [O] → HOOC(CH
2)
4COOH
HOOC(CH
2)
4COOH + NH
3 → NC(CH
2)
4CN
- z butadienu poprzez hydrocyjanowanie:

CH
2=CH−CH=CH
2 + 2HCN → NC(CH
2)
4CN
- z akrylonitrylu poprzez dimeryzację elektrolityczną:

2CH
2=CHCN + 2H+
 + 2e-
 → NC(CH
2)
4CN

## Zastosowania
HMDA jest szeroko stosowana w przemyśle włókienniczym i tworzyw sztucznych jako podstawowy półprodukt w produkcji nylonu, wysoko wytrzymałych żywic, dodatków do wody kotłowej i klejów poliamidowych. Polimery uzyskiwane z HMDA są dopuszczone do kontaktu z żywnością – np. polikondensaty z kwasem tereftalowym lub izoftalowym mogą mieć kontakt z żywnością, z wyjątkiem napojów zawierających ponad 8% alkoholu.

## Biodegradacja
Wytwarzanie i wykorzystywanie HMDA do produkcji żywic poliamidowych może skutkować jego uwalnianiem do środowiska różnymi drogami. W fazie gazowej ulega degradacji w atmosferze w wyniku reakcji z rodnikami hydroksylowymi HO•
 powstającymi fotochemicznie. Biodegradacja następuje w warunkach tlenowych.

## Bezpieczeństwo
HMDA wykazuje umiarkowaną toksyczność ostrą. LD50 przy podaniu doustnym szczurom i myszom wynosi od 750 do 1500 mg/kg. Działa szkodliwie po połknięciu lub w kontakcie ze skórą. Może spowodować poważne oparzenia skóry oraz uszkodzenia oczu, a także podrażnienie dróg oddechowych. Długotrwałe narażenie na kontakt z małymi ilościami HMDA nie jest zasadniczo szkodliwe.